# Mesochorus miniatus
Mesochorus miniatus là một loài tò vò trong họ Ichneumonidae.